# جيم شولدر
جيم شولدر (بالإنجليزية: Jim Shoulder)‏ هو لاعب كرة قدم بريطاني، ولد في 11 سبتمبر 1946 في Esh Winning ‏ في المملكة المتحدة. لعب مع نادي سكاربورو ونادي سندرلاند ونادي هارتلبول يونايتد.